# Stazione di Pallanzeno
Stazione di Pallanzeno vasútállomás Olaszországban, Pallanzeno településen.

## Vasútvonalak
Az állomást az alábbi vasútvonalak érintik:
- Domodossola-Novara-vasútvonal

## Kapcsolódó állomások
A vasútállomáshoz az alábbi állomások vannak a legközelebb:
- Stazione di Villadossola
- Stazione di Piedimulera